# Mario Stojić
Mario Stojić (Mannheim, 6 maggio 1980) è un ex cestista tedesco naturalizzato croato, professionista in Spagna. Alto 198 cm, giocava come guardia.

## Carriera
Con la Croazia ha disputato due edizioni dei Campionati europei (2007, 2009).

## Palmarès
- Campionato italiano: 1

Pall. Treviso: 2001-02
- Campionato spagnolo: 1

Real Madrid: 2004-05
- Campionato belga: 1

Ostenda: 2012-13
- Supercoppa italiana: 2

Treviso: 2001, 2002